# Papoeabrilvogel
De papoeabrilvogel (Zosterops novaeguineae) is een zangvogel uit de familie Zosteropidae (brilvogels).

## Verspreiding en leefgebied
Deze soort is endemisch in Nieuw-Guinea en telt zes ondersoorten:
- Z. n. novaeguineae: noordwestelijk Nieuw-Guinea.
- Z. n. wuroi: de Aru-eilanden en zuidelijk Nieuw-Guinea.
- Z. n. wahgiensis: oostelijk-centraal Nieuw-Guinea.
- Z. n. crissalis: zuidoostelijk Nieuw-Guinea.
- Z. n. oreophilus: het Huon-schiereiland (in het noordoosten).
- Z. n. magnirostris: kustgebied bij de rivieren Sepik en Ramu (in het noordoosten).

## Status
De grootte van de populatie is niet gekwantificeerd maar de soort wordt omschreven als plaatselijk algemeen. Op de Rode lijst van de IUCN heeft deze soort de status niet bedreigd.